# IC 445
IC 445 је лентикуларна галаксија у сазвјежђу Жирафа која се налази на листи објеката дубоког неба у Индекс каталогу.
Деклинација објекта је + 67° 51' 36" а ректасцензија 6h 37m 21,0s. Привидна величина (магнитуда) објекта IC 445 износи 13,2 а фотографска магнитуда 14,2. IC 445 је још познат и под ознакама UGC 3497, MCG 11-9-1, CGCG 308-33, KCPG 114A, PGC 19328.